# 11111 Repunit
11111 Repunit (1995 WL) là một tiểu hành tinh vành đai chính được phát hiện ngày 16 tháng 11 năm 1995 bởi T. Kobayashi ở Oizumi.